# Scorpaena moultoni
Scorpaena moultoni és una espècie de peix pertanyent a la família dels escorpènids.

## Hàbitat
És un peix marí, associat als esculls de corall i de clima tropical.

## Distribució geogràfica
Es troba al Pacífic occidental central: és un endemisme d'Austràlia.

## Observacions
És inofensiu per als humans.